# Campodorus melanopygus
Campodorus melanopygus är en stekelart som beskrevs av Dmitriy R. Kasparyan 2006. Campodorus melanopygus ingår i släktet Campodorus och familjen brokparasitsteklar. Inga underarter finns listade.